# Князь Домагой
Домагой (хорв. Domagoj; помер у 876) — князь Приморської Хорватії.
Домагой володів землями в районі Книна. Після того, як у 864 році помер Трпимир I, Домагой підняв заколот і скинув сина Трпимира Здеслава, узурпувавши трон. Сини Трпимира — Здеслав, Мунцимир та Петар — були змушені вирушити у вигнання.
За Домагоя пишним цвітом розквітло піратство, що викликало відповідні заходи з боку Венеції. У 865 році Домагою довелося відправити до Венеції заручників, чиї життя гарантували безпечне плавання венеційських суден по Адріатиці.
Бувши васалом Східно-Франкського королівства, Домагой у 871 році допоміг відвоювати Барі в арабів.
Тим часом боротьба між венеційцями і хорватськими піратами загострилася настільки, що у 874 році папа Йоан VIII звернувся особисто до Домагоя, закликаючи його як християнського монарха приборкати піратів.
Після смерті Східно-Франкського короля Людовіка II Домагой вирішив підняти повстання і звільнити Далмацію від франків, але смерть зруйнувала його плани, і зробив це його син, чиє ім'я в історичних хроніках не збереглося. У 878 році повернувся Здеслав, який із візантійською допомогою повернув собі трон.